# ロドニー・フッド
ロドニー・マイケル・フッド（Rodney Michael Hood, 1992年10月20日 - ）は、アメリカ合衆国・ミシシッピ州メリディアン出身の元プロバスケットボール選手。現役時代のポジションはスモールフォワードまたはシューティングガード。

## 経歴
ミシシッピ州の地元の高校を卒業し、ミシシッピ州立大学で1シーズンプレーした後にデューク大学へトランスファーした。NCAAの規定により2013-14シーズンよりプレーが認められ、同シーズンは16.3得点を記録した。フードは2014年のNBAドラフトのアーリーエントリーを表明し、全体23位でユタ・ジャズに指名された。

### ユタ・ジャズ
ルーキーシーズンは50試合に出場し平均8.7得点を記録。2年目でスターターに定着し、2016年1月2日のメンフィス・グリズリーズ戦はキャリアハイの32得点を記録するなど成績を大きく伸ばした。同月28日には、NBAオールスターゲーム前夜祭のライジング・スターズ・チャレンジのアメリカ選抜チームに選出され、世界選抜チームに選出されていたチームメイトのラウル・ネトと共に出場した。
2016年12月16日のダラス・マーベリックス戦では第4クォーター残り数秒の場面から、決勝の3ポイントシュートを決めた。2017年1月13日のデトロイト・ピストンズ戦でシーズンハイの27得点、同月3月5日のサクラメント・キングス戦では延長戦にもつれ込んだ末、シーズンベストとなる28得点をマークした。4年目のシーズンではベンチからの出場が増え、2017年11月18日のオーランド・マジック戦でベンチからシーズンハイとなる31得点をマークした。

### クリーブランド・キャバリアーズ
2018年2月8日、三角トレードによりクリーブランド・キャバリアーズに移籍した。同年5月7日、トロント・ラプターズとのプレーオフ2回戦の第4戦において、第4クォーター残り7分38秒からの出場をプレータイム不足による不満から拒否し後に謝罪した。
同年9月10日、キャバリアーズのクオリファイング・オファーを受けて1年間の再契約を結んだ。

### ポートランド・トレイルブレイザーズ
2019年2月4日、トレードによりポートランド・トレイルブレイザーズに移籍。同年3月3日のシャーロット・ホーネッツ戦の後半において、シーズンハイとなる27得点を挙げた。デンバー・ナゲッツと行ったプレーオフ2回戦の第3戦において4度のオーバータイムにもつれ込んだ激戦の末、決勝のスリーポイントを含む19得点をマークした。同シリーズ第6戦ではプレーオフ内のキャリアハイとなる25得点を挙げ、チームのシリーズの勝利に貢献した。
2019年7月6日、2年目のプレイヤーオプションを含む2年1170万ドルでトレイルブレイザーズと再契約した。2019-20シーズンはキャリアハイの3P%を残し、最高のシーズンを過ごしていたが同年12月6日のロサンゼルス・レイカーズ戦にて左足のアキレス腱断裂を起こし、残りのシーズンを全休した。2020年11月17日にプレイヤーオプションを破棄し、同月22日に非保証を含めた2年2090万ドルで再びトレイルブレイザーズと再契約した。

### トロント・ラプターズ
2021年3月25日、ノーマン・パウエルとのトレードによりゲイリー・トレント・ジュニアとともにラプターズに移籍した。

### ミルウォーキー・バックス
2021年8月6日、ミルウォーキー・バックスと1年契約を結んだ。

### ロサンゼルス・クリッパーズ
2022年2月10日の4チーム間トレードの一環でロサンゼルス・クリッパーズへ移籍した。

### 現役引退
2024年11月、現役引退が発表された。

## 個人成績

### NBA

#### レギュラーシーズン
| シーズン  | チーム | GP  | GS  | MPG  | FG%  | 3P%  | FT%  | RPG | APG | SPG | BPG | PPG  |
| --------- | ------ | --- | --- | ---- | ---- | ---- | ---- | --- | --- | --- | --- | ---- |
| 2014–15   | UTA    | 50  | 21  | 21.3 | .414 | .365 | .763 | 2.3 | 1.7 | .6  | .2  | 8.7  |
| 2015–16   | UTA    | 79  | 79  | 32.2 | .420 | .359 | .860 | 3.4 | 2.7 | .9  | .2  | 14.5 |
| 2016–17   | UTA    | 59  | 55  | 27.0 | .408 | .371 | .783 | 3.4 | 1.6 | .6  | .2  | 12.7 |
| 2017–18   | UTA    | 39  | 12  | 27.8 | .424 | .389 | .876 | 2.8 | 1.7 | .8  | .2  | 16.8 |
| 2017–18   | CLE    | 21  | 11  | 25.3 | .442 | .352 | .813 | 2.6 | 1.4 | .7  | .2  | 10.8 |
| 2017-18計 | CLE    | 60  | 23  | 26.9 | .429 | .381 | .860 | 2.8 | 1.6 | .8  | .2  | 14.7 |
| 2018–19   | CLE    | 45  | 45  | 27.4 | .427 | .362 | .912 | 2.5 | 2.0 | .8  | .1  | 12.2 |
| 2018–19   | POR    | 27  | 4   | 24.4 | .452 | .345 | .805 | 1.7 | 1.3 | .8  | .3  | 9.6  |
| 2018-19計 | POR    | 72  | 49  | 26.3 | .435 | .356 | .884 | 2.2 | 1.8 | .8  | .2  | 11.2 |
| 2019–20   | POR    | 21  | 21  | 29.5 | .506 | .493 | .778 | 3.4 | 1.5 | .8  | .2  | 11.0 |
| 2020–21   | POR    | 38  | 5   | 19.1 | .363 | .298 | .750 | 1.9 | 1.2 | .5  | .1  | 4.7  |
| 2020–21   | TOR    | 17  | 0   | 12.7 | .356 | .310 | .938 | 1.8 | .4  | .2  | .2  | 3.9  |
| 2020-21計 | TOR    | 55  | 5   | 17.1 | .362 | .301 | .857 | 1.9 | 1.0 | .4  | .1  | 4.5  |
| 2021–22   | MIL    | 39  | 0   | 14.9 | .351 | .300 | .929 | 1.7 | .8  | .3  | .1  | 3.3  |
| 通算      | 通算   | 435 | 253 | 24.9 | .419 | .364 | .841 | 2.6 | 1.7 | .7  | .2  | 10.6 |

#### プレイオフ
| シーズン | チーム | GP | GS | MPG  | FG%  | 3P%  | FT%  | RPG | APG | SPG | BPG | PPG |
| -------- | ------ | -- | -- | ---- | ---- | ---- | ---- | --- | --- | --- | --- | --- |
| 2017     | UTA    | 11 | 0  | 25.2 | .352 | .260 | .611 | 2.7 | 1.1 | .5  | .0  | 8.9 |
| 2018     | CLE    | 17 | 1  | 15.3 | .424 | .167 | .750 | 1.8 | 1.1 | .3  | .2  | 5.4 |
| 2019     | POR    | 16 | 0  | 23.3 | .468 | .353 | .818 | 2.3 | .9  | .4  | .2  | 9.9 |
| 通算     | 通算   | 44 | 1  | 20.7 | .416 | .280 | .757 | 2.2 | 1.0 | .4  | .2  | 7.9 |

### カレッジ
| シーズン | チーム             | GP | GS | MPG  | FG%  | 3P%  | FT%  | RPG | APG | SPG | BPG | PPG  |
| -------- | ------------------ | -- | -- | ---- | ---- | ---- | ---- | --- | --- | --- | --- | ---- |
| 2011–12  | ミシシッピステート | 32 | 29 | 32.8 | .443 | .364 | .659 | 4.8 | 2.0 | .4  | .4  | 10.3 |
| 2013–14  | デューク           | 35 | 33 | 32.9 | .464 | .420 | .807 | 3.9 | 2.1 | .7  | .3  | 16.1 |
| 通算     | 通算               | 67 | 62 | 32.8 | .455 | .396 | .773 | 4.3 | 2.1 | .6  | .3  | 13.3 |